# جيمي دونكان (ملحن)
جيمي دونكان (بالإنجليزية: Jimmy Duncan)‏ هو ملحن ومغن مؤلف أمريكي، ولد في 25 يونيو 1935، وتوفي في 9 نوفمبر 2011.

## وصلات خارجية
- جيمي دونكان على موقع IMDb (الإنجليزية)
- جيمي دونكان على موقع ميوزك برينز (الإنجليزية)
- جيمي دونكان على موقع أول ميوزيك (الإنجليزية)
- جيمي دونكان على موقع ديسكوغز (الإنجليزية)